# Anthracophora crucifera
Anthracophora crucifera är en skalbaggsart som beskrevs av Olivier 1789. Anthracophora crucifera ingår i släktet Anthracophora och familjen Cetoniidae. Inga underarter finns listade i Catalogue of Life.